# Tage Danielsson

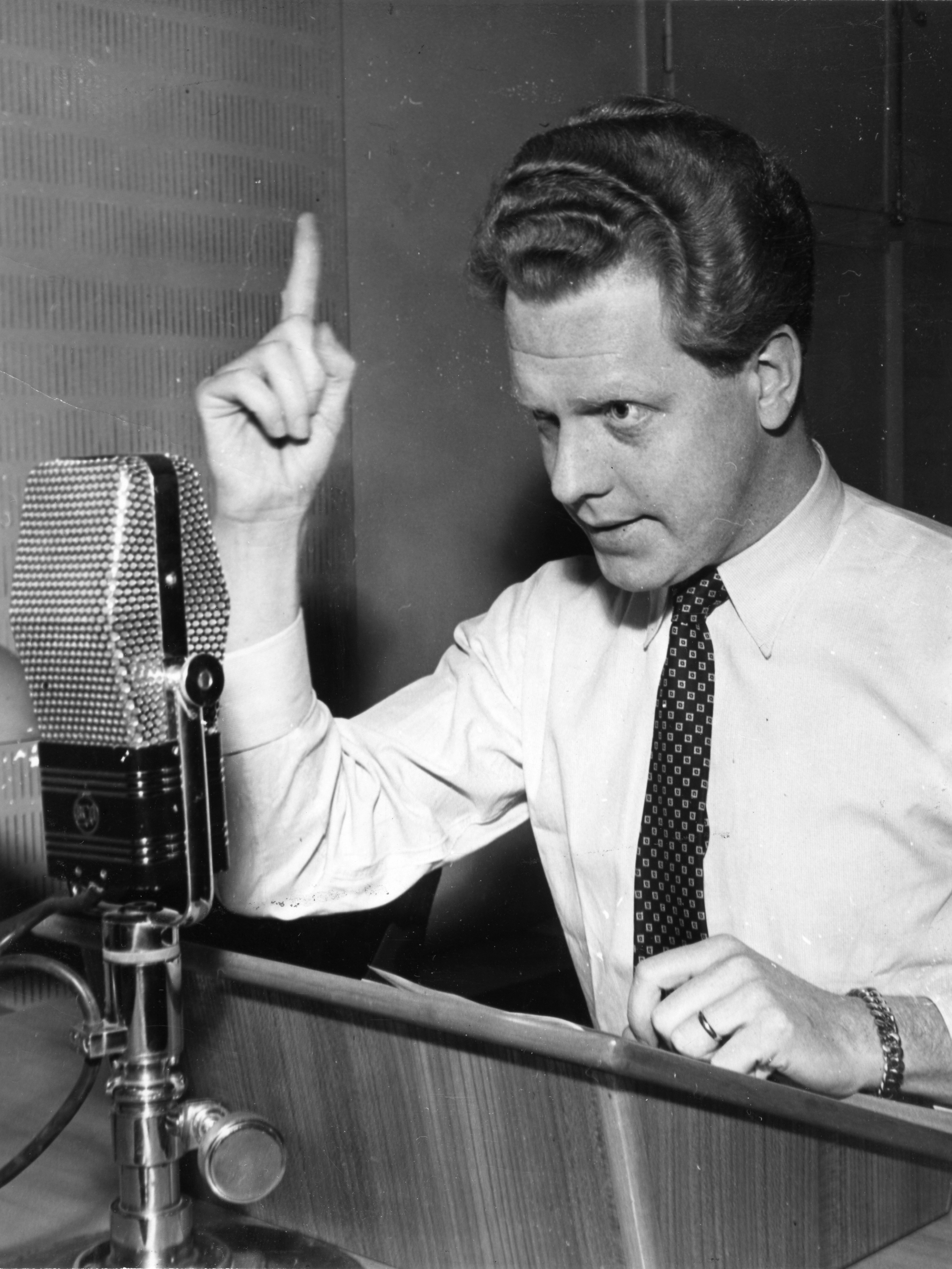
Tage Danielsson in seiner Radioserie Till Andersson i Nedan, die 1954–55 im schwedischen Radio ausgestrahlt wurde.

Tage Danielsson (* 5. Februar 1928 in Linköping; † 13. Oktober 1985 in Stockholm) war ein schwedischer Schriftsteller, Poet, Komiker, Schauspieler, Filmproduzent und Regisseur.

## Leben
Nach einem Magisterstudium der Philosophie an der Universität Uppsala war er Mitarbeiter beim schwedischen Radio. 1982 gründete er zusammen mit Hans Alfredson die Aktiengesellschaft „Svenska Ord“, auf Deutsch „Schwedische Wörter“, die unter anderem diverse Theatervorstellungen und Fernsehprogramme produzierte.
1984, nach dem Tod von Olle Hellbom, übernahm Danielsson die Verfilmung von Astrid Lindgrens Kinderbuch Ronja Räubertochter. Nur kurze Zeit nach Vollendung des Films starb Danielsson an Hautkrebs.
Bereits 1967 spielte Danielsson in dem Lindgren-Film Ferien auf Saltkrokan – Glückliche Heimkehr (neben seinem Bühnen- und Filmkollegen Hans Alfredson als „Rüpel“) den „Knurrhahn“.

## Wirkung
Danielsson war Sozialdemokrat. Er engagierte sich in der Volksabstimmung gegen den Gebrauch von Kernenergie. Die Filme, bei denen er Regie führte, gehören zum Standardprogramm des schwedischen Fernsehens, und jedes Jahr wird seit der Premiere 1975 am Heiligen Abend der Zeichentrickfilm Das Märchen von Karl-Bertil Johnsons Heiligem Abend gezeigt. Danielsson wurde 1980 zum Doktor h. c. der Universität Linköping ernannt.

## Bücher
- Ronja, Räubertochter. Das Buch zum Film. Nach dem Roman von Astrid Lindgren. Deutsch von Anna-Liese Kornitzky. Fotos von Denise Grünstein & Joakim. Oetinger, Hamburg 1985, ISBN 3-7891-2233-5.